# Brødrehøj
Brødhøjene er et fredet fortidsminde beliggende nær Gentofte Station i Gentofte Kommune, Danmark. Det består af to rundhøje, der dateres tilbage til oldtiden, mellem 250.000 f.Kr.[kilde mangler] og 1.066 e.Kr. . Højene er kendt for deres historiske betydning og bevaringsværdighed.

## Navn
De to høje fik navnet ”Brødhøjene”, da de var beliggende på den mark, der leverede det brød og den vin, som kirken modtog fra højenes jordudbytte, og som blev brugt af præsten til altergang i kirken.
Ved den østlige Brødhøj ligger en ældre bevaringsværdig villa med navnet "Brødrehøj". ”Brødrehøj” er en forvanskning af navnet "Brød-høiene".

## Geografi
De to Brødhøje ligger som de højeste punkter i Gentofte by,[kilde mangler] og lå oprindeligt på en mark kaldet Brødhøjmarken, der var tilknyttet Gentofte Kirke.. 
Den vestlige gravhøj måler 25 meter i diameter og er 4,40 meter høj, mens den østlige gravhøj har en diameter på 26 meter og en højde på 4 meter.[kilde mangler]
Brødhøjene ligger på hver sin side af Vældegårdsvej, syd for Bernstorffsparken. De er begge godt bevaret.

## Historie
Gravhøjene blev i sin tid skænket til kirken, hvilket forpligtede præsten i Gentofte til at give brød og vin til altergangen. Denne forbindelse til kirken har været med til at bevare højenes betydning gennem historien.
Brødhøjene blev fredet af Fredningsnævnet den 31. marts 1939, hvilket sikrer, at området og de historiske strukturer bevares for fremtidige generationer. Højene ligger i dag på privat grund.
Ved foden af den vestlige Brødhøj er forfatteren Carit Etlar begravet, og der er rejst en mindesten med buste til ære for ham, hvilket tilføjer en kulturel dimension til stedet.

## Kulturhistorisk betydning
Brødhøjene er et væsentligt arkæologisk og kulturhistorisk monument i Gentofte, der ikke kun fortæller om fortidens begravelsesskikke, men også om områdets historiske forbindelser til kirken. Højene er et vigtigt eksempel på Danmarks rige forhistoriske arv.